# National Soccer League 2002-03
La National Soccer League 2002-03 fue el vigésimo séptimo campeonato de la National Soccer League, la liga de fútbol profesional en Australia. Estuvo organizada por la Federación de Fútbol de Australia (FFA).
Durante la temporada regular, los clubes disputaron 24 partidos, siendo el Sídney Olympic el que más puntos acumuló, con un total de 51, seguido por el Perth Glory. Los seis primeros equipos con mejores puntajes clasificaron a una ronda eliminatoria, para definir al campeón. De los seis clasificados, el Perth Glory y Sídney Olympic acumularon 27 y 19 puntos respectivamente con lo cual aseguraron un cupo a la final que se disputó el 1 de junio de 2003, en el estadio Subiaco Oval ante 38 111 espectadores.
En la final, el partido se jugó a las 13:00 hora de Australia y fue dirigido por el australiano Mark Shield. El Perth Glory se adelantó al minuto 29 por medio de Jamie Harnwell y Damian Mori, goleador del torneo con 24 goles, anotó el segundo a los 87 minutos del tiempo complementario. Fue el primer título en la historia del club, aunque logró dos subcampeonatos, uno en la temporada 1999–2000 y el otro en la 2001–02.
Este certamen estuvo integrado por 13 clubes, siendo el Perth Glory el campeón.

## Equipos participantes
| - Adelaide Force, Adelaide. Hindmarsh Stadium. - Brisbane Strikers, Brisbane. Ballymore Stadium. - Football Kingz, Auckland. Mt Smart Stadium. - Marconi-Stallions, Sídney. Marconi Stadium. - Melbourne Knights, Melbourne. Knights Stadium. - Newcastle United, Newcastle. Newcastle Stadium. - Northern Spirit, Sídney. North Sídney Oval. | - Olympic Sharks, Sídney. Endeavour Field. - Parramatta Power, Sídney. Parramatta Stadium. - Perth Glory, Perth. Perth Oval. - South Melbourne, Melbourne. Lakeside Stadium. - Sídney United, Sídney. Edensor Park. - Wollongong City, Wollongong. Brandon Park. |

## Clasificación
| Posición              | Equipo            | PJ | PG | PE | PP | GF | GC | GD  | Puntos |
| --------------------- | ----------------- | -- | -- | -- | -- | -- | -- | --- | ------ |
| 1                     | Sídney Olympic    | 24 | 16 | 3  | 5  | 51 | 28 | +23 | 51     |
| 2                     | Perth Glory       | 24 | 16 | 2  | 6  | 48 | 22 | +26 | 50     |
| 3                     | Parramatta Power  | 24 | 12 | 4  | 8  | 51 | 27 | +24 | 40     |
| 4                     | Newcastle United  | 24 | 10 | 7  | 7  | 37 | 25 | +12 | 37     |
| 5                     | Adelaide City     | 24 | 11 | 4  | 9  | 40 | 34 | +6  | 37     |
| 6                     | Northern Spirit   | 24 | 11 | 3  | 10 | 37 | 44 | -7  | 36     |
| 7                     | South Melbourne   | 24 | 10 | 5  | 9  | 36 | 37 | -1  | 35     |
| 8                     | Sídney United     | 24 | 7  | 6  | 11 | 23 | 31 | -8  | 27     |
| 9                     | Melbourne Knights | 24 | 7  | 6  | 11 | 38 | 52 | -14 | 27     |
| 10                    | Brisbane Strikers | 24 | 7  | 5  | 12 | 38 | 45 | -7  | 26     |
| 11                    | Football Kingz    | 24 | 6  | 6  | 12 | 26 | 45 | -19 | 24     |
| 12                    | Marconi Stallions | 24 | 6  | 5  | 13 | 25 | 42 | -17 | 23     |
| 13                    | Wollongong Wolves | 24 | 5  | 8  | 11 | 25 | 43 | -18 | 23     |
| Estadísticas finales. |                   |    |    |    |    |    |    |     |        |

| Nota: | A diferencia de otros torneos, cada victoria equivale a 3 puntos. |
| Nota: | No hubo equipos descendidos a segunda división.                   |
|       |                                                                   |
|       | Clubes clasificados a una ronda eliminatoria.                     |

## Ronda eliminatoria
| Posición                                        | Equipo           | PJ | PG | PE | PP | GF | GC | GD  | Puntos |
| ----------------------------------------------- | ---------------- | -- | -- | -- | -- | -- | -- | --- | ------ |
| 1                                               | Perth Glory      | 10 | 8  | 0  | 2  | 27 | 7  | +20 | 27     |
| 2                                               | Sídney Olympic   | 10 | 4  | 1  | 5  | 17 | 14 | +3  | 19     |
| 3                                               | Adelaide City    | 10 | 5  | 2  | 3  | 19 | 14 | +5  | 17     |
| 4                                               | Parramatta Power | 10 | 3  | 4  | 3  | 16 | 21 | -5  | 13     |
| 5                                               | Northern Spirit  | 9  | 2  | 2  | 5  | 7  | 22 | -15 | 8      |
| 6                                               | Newcastle United | 9  | 2  | 1  | 6  | 9  | 17 | -8  | 7      |
| Estadísticas finales de la eliminación directa. |                  |    |    |    |    |    |    |     |        |

|  |                                            |
|  | Campeón de Australia.                      |
|  | Finalista y subcampeón.                    |
|  | Clasificado a la SASF Premier League 2003. |

### Final
| 1 de junio de 2003 13:00 AWST | Perth Glory             | 2-0     | Olympic Sharks | Subiaco Oval, Perth                                     |                                                         |
|                               | Harnwell 29' - Mori 29' | Reporte |                | Asistencia: 38 111 espectadores Árbitro(s): Mark Shield | Asistencia: 38 111 espectadores Árbitro(s): Mark Shield |

## Tabla de goleadores
| Jugador                        | Equipo            | Goles |
| ------------------------------ | ----------------- | ----- |
| Damian Mori                    | Perth Glory       | 24    |
| Slobodan Despotovski           | Perth Glory       | 19    |
| Ante Milicic                   | Sídney Olympic    | 19    |
| John Buonavoglia               | Parramatta Power  | 15    |
| Joel Griffiths                 | Newcastle United  | 15    |
| Claudio Pelosi                 | Adelaide Force    | 14    |
| Anthony Roche                  | Brisbane Strikers | 12    |
| Vaughan Covney                 | South Melbourne   | 11    |
| Ahmad Elrich                   | Parramatta Power  | 10    |
| Anthony Pelikan                | Melbourne Knights | 10    |
| Alex Brosque                   | Marconi-Fairfield | 9     |
| Franco Parisi                  | Sídney Olympic    | 9     |
| Fernando Rech                  | Brisbane Strikers | 9     |
| Kosta Salapasidis              | Parramatta Power  | 9     |
| Stuart Young                   | Wollongong Wolves | 9     |
| Estadísticas finales de goleo. |                   |       |